# PowerBook Duo 280
Il PowerBook Duo 280 è un computer portatile prodotto da Apple Computer nel 1995 e dismesso l'anno successivo.